# Manihot gracilis
Manihot gracilis är en törelväxtart som beskrevs av Johann Baptist Emanuel Pohl. Manihot gracilis ingår i släktet Manihot och familjen törelväxter.

## Underarter
Arten delas in i följande underarter:
- M. g. gracilis
- M. g. varians

## Bildgalleri

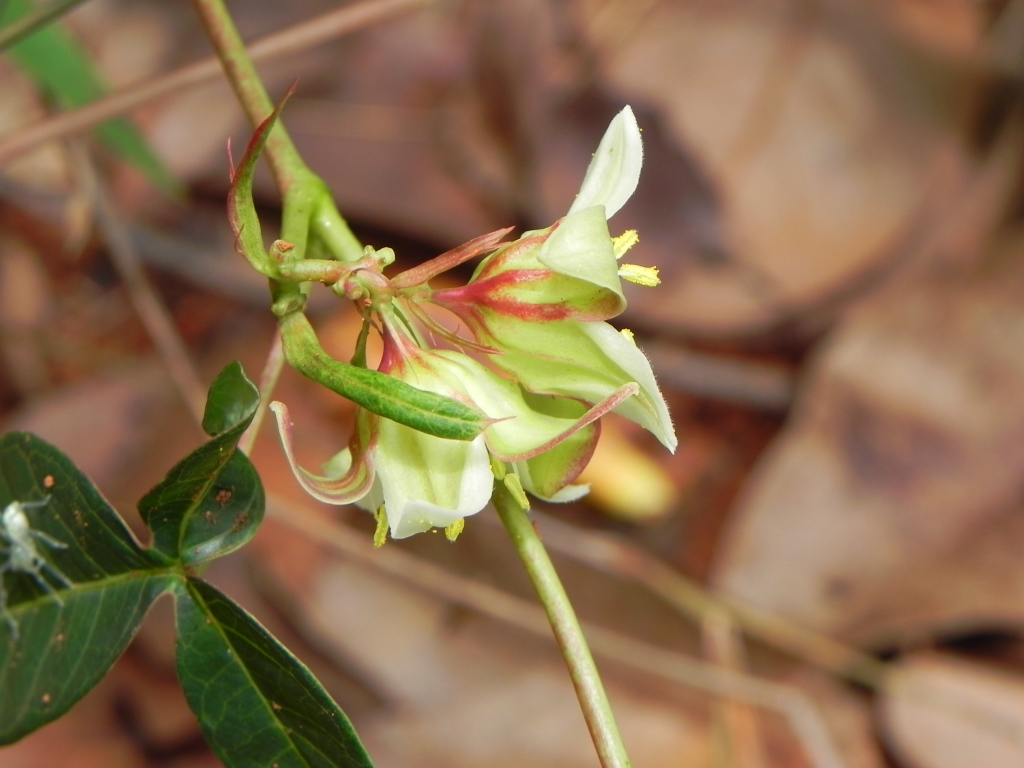
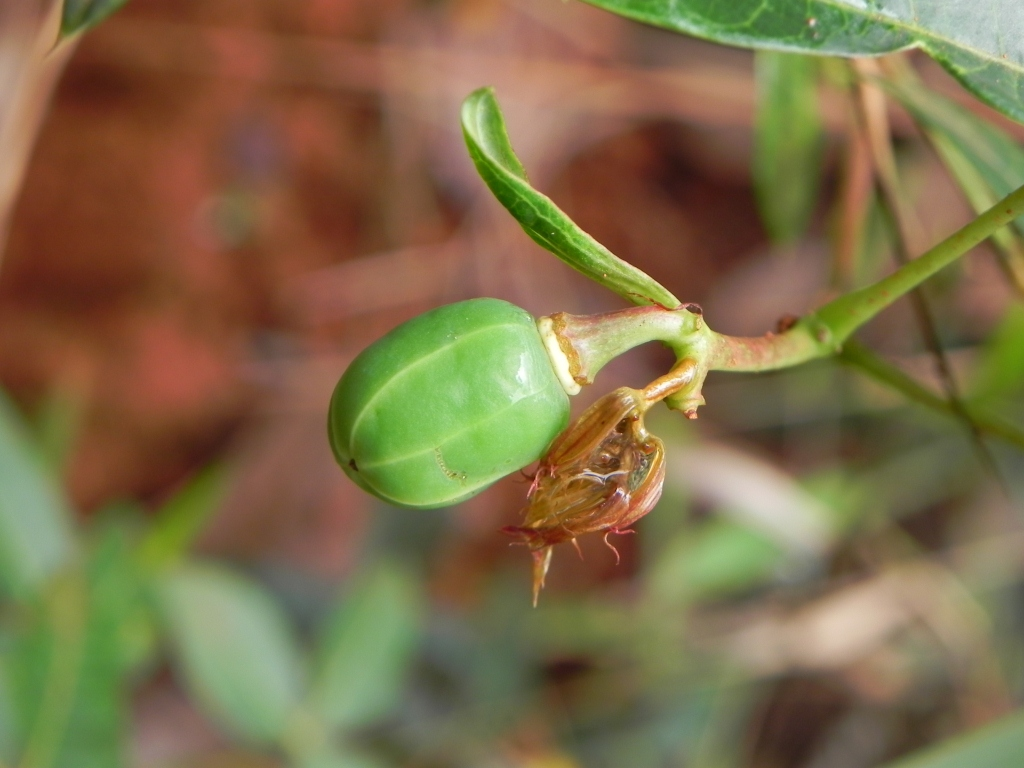